# Вулиця Ужгородська (Львів)
Ву́лиця У́жгородська — вулиця в Центральній частині Львова, в межах Галицького району. Сполучає долішню частину площі Старий Ринок та горішню частину вулиці Замкової.

## Історія та назва
Вулиця Ужгородська належить до найстаріших вулиць Львова, адже вела від давнього міського осередку (нині це площа Старий Ринок і прилеглі вулички) до Замкової гори, на якій стояв Високий замок. Донині Ужгородська вважається одним з найкоротших і найзручніших шляхів, яким можна піднятися з центральної частини Львова на Високий замок і до парку «Високий Замок».

## Назва
- Верхня Сенявщизна Гассе — названа так не пізніше 1840 року, бо тут розташовувалися землі польських магнатів Сенявських.
- Сенявська — від 1871 року.
- Сенявськаштрассе — від 1943 року.
- Сенявська — від липня 1944 року.
- Ужгородська — від 1946 року, на честь закарпатського міста Ужгорода[5].

## Забудова
Вулиця Ужгородська забудована житловими, переважно дво-, три-, та чотириповерховими, будинками, зведеними наприкінці XIX — на початку XX століття у стилях класицизму, сецесії, конструктивізму. Один із будинків внесений до Реєстру пам'яток архітектури місцевого значення.
На особливу увагу заслуговує великий 4—5-поверховий будинок під № 1, споруджений у 1911 році за проєктом архітектора Едмунда Жиховича для потреб жіночого монастиря служниць Христового Серця. Нині тут міститься Львівська 1-ша міська клінічна лікарня імені Князя Лева (в народі — «лікарня на Ужгородській»). У лікарні працює аптечний кіоск мережі «Аптека пульс». У радянський період до лікарні належав храм Івана Хрестителя, що розташована поряд, тут облаштували господарські приміщення. 1993 року в храмі Івана Хрестителя відкрито Музей найдавніших пам'яток Львова, як сектор «Музей «Храм Івана Хрестителя» у складі Львівської картинної галереї (нині — Львівська національна галерея мистецтв імені Бориса Возницького). 
Будинок № 5 у 1930-х роках був власністю Шмуеля Каліша, в ньому була влаштована синагога «Хевра кадіша» («Святе братство» — таку назву мало юдейське похоронне братство), при синагозі була також єшива «Ец хаїм» («Дерево життя»). Після переїзду похоронного братства на інше місце, синагога продовжувала бути чинною для всіх мешканців району. Будівля була знесена у 1960-х роках, коли добудовували корпус 1-ї міської клінічної лікарні. Нині цієї адреси не існує. У житловому будинку № 12 за Польщі працювала пекарня Єґера, у сусідньому житловому будинку під № 12а — цукерня Шнайдера.

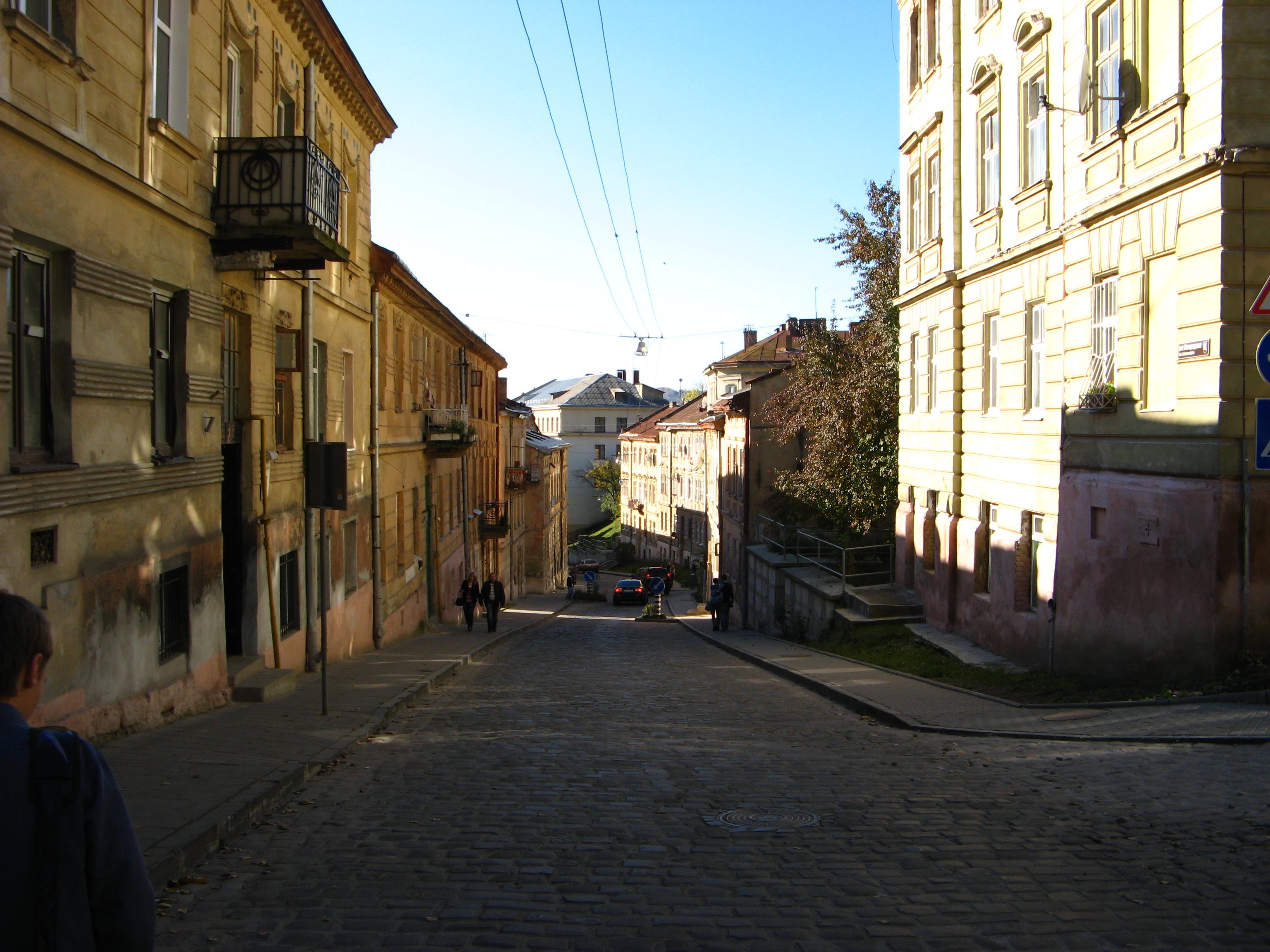
Горішня частина вулиці Ужгородської
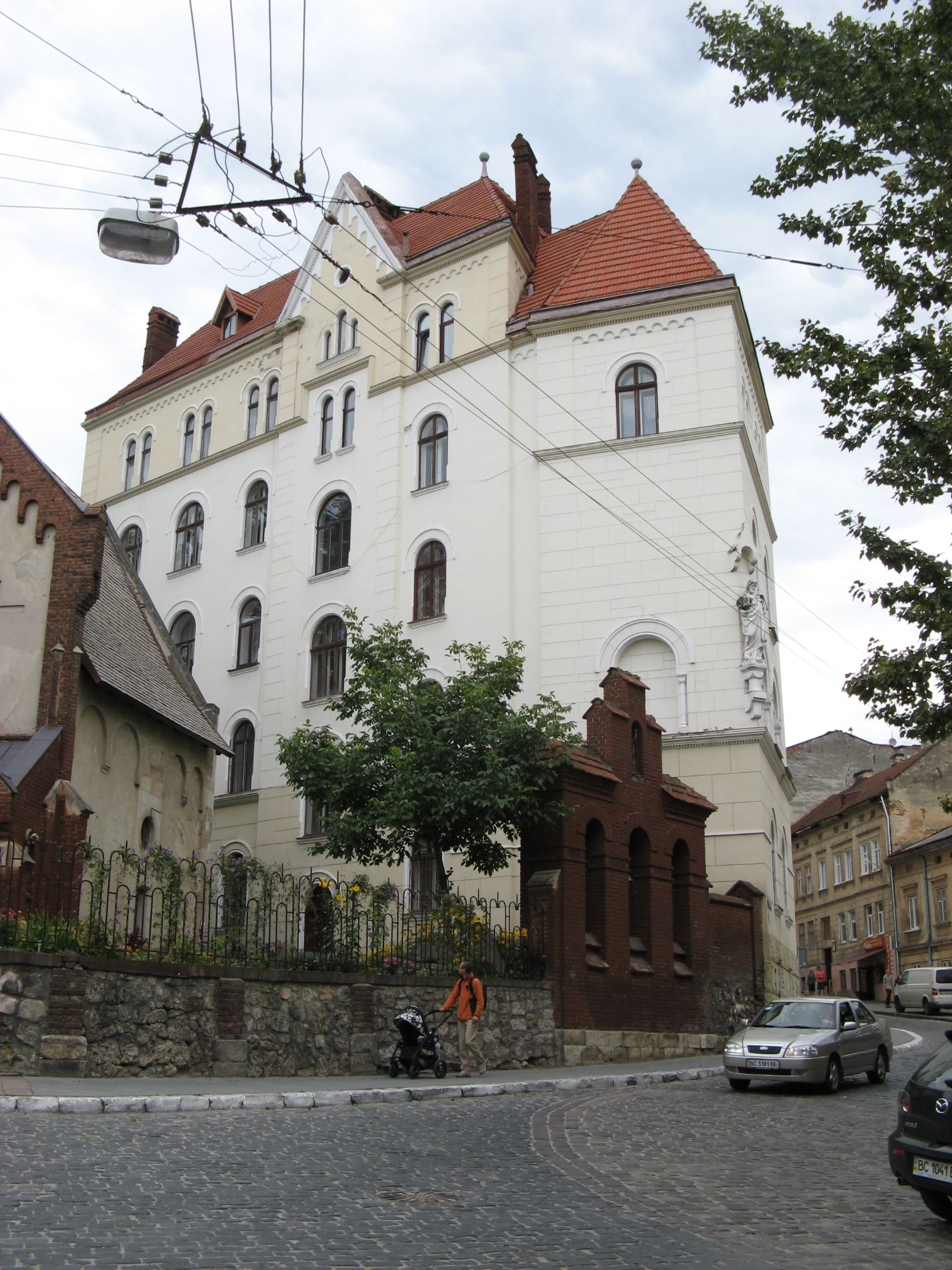
Будівля 1-ї міської клінічної лікарні імені Князя Лева (вул. Ужгородська, 1)
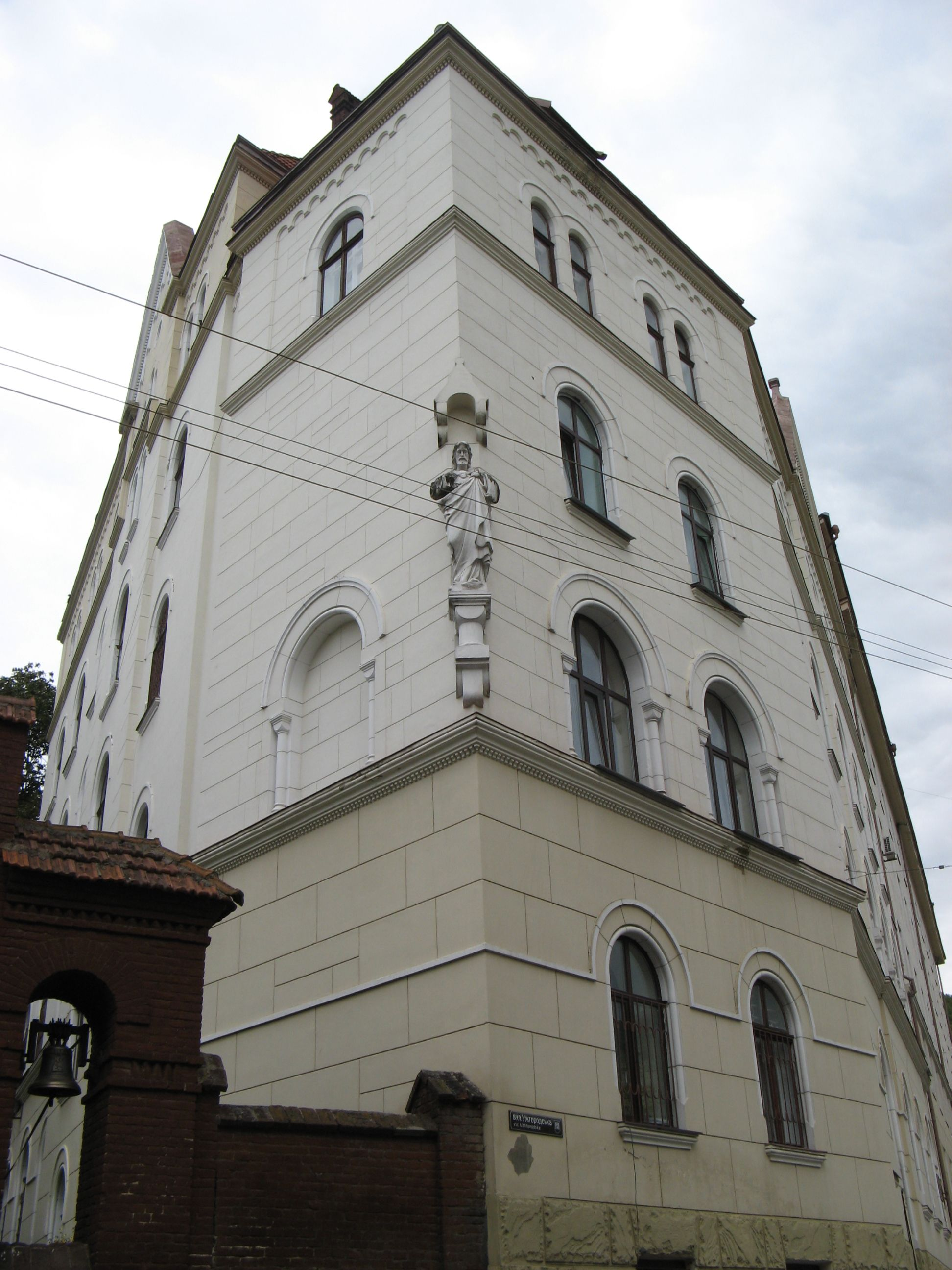
Будівля 1-ї міської клінічної лікарні імені Князя Лева (вул. Ужгородська, 1)